# Feillens
Feillens és un municipi francès situat al departament de l'Ain i a la regió d'Alvèrnia-Roine-Alps. L'any 2007 tenia 3.110 habitants.

## Demografia

### Població
El 2007 la població de fet de Feillens era de 3.110 persones. Hi havia 1.244 famílies de les quals 292 eren unipersonals (128 homes vivint sols i 164 dones vivint soles), 420 parelles sense fills, 432 parelles amb fills i 100 famílies monoparentals amb fills.
La població ha evolucionat segons el següent gràfic:
Habitants censats

### Habitatges
El 2007 hi havia 1.346 habitatges, 1.265 eren l'habitatge principal de la família, 13 eren segones residències i 67 estaven desocupats. 1.170 eren cases i 175 eren apartaments. Dels 1.265 habitatges principals, 861 estaven ocupats pels seus propietaris, 383 estaven llogats i ocupats pels llogaters i 21 estaven cedits a títol gratuït; 3 tenien una cambra, 48 en tenien dues, 164 en tenien tres, 373 en tenien quatre i 677 en tenien cinc o més. 1.026 habitatges disposaven pel capbaix d'una plaça de pàrquing. A 491 habitatges hi havia un automòbil i a 685 n'hi havia dos o més.

### Piràmide de població
La piràmide de població per edats i sexe el 2009 era:
| Homes | Edats   | Dones |
| ----- | ------- | ----- |
| 0     | 95 o +  | 4     |
| 8     | 90 a 94 | 12    |
| 16    | 85 a 89 | 24    |
| 4     | 80 a 84 | 8     |
| 40    | 75 a 79 | 40    |
| 52    | 70 a 74 | 48    |
| 84    | 65 a 69 | 96    |
| 100   | 60 a 64 | 92    |
| 80    | 55 a 59 | 80    |
| 68    | 50 a 54 | 64    |
| 100   | 45 a 49 | 68    |
| 144   | 40 a 44 | 96    |
| 104   | 35 a 39 | 136   |
| 116   | 30 a 34 | 156   |
| 108   | 25 a 29 | 72    |
| 16    | 20 a 24 | 52    |
| 88    | 15 a 19 | 100   |
| 136   | 10 a 14 | 112   |
| 136   | 5 a 9   | 120   |
| 124   | 0 a 4   | 48    |

## Economia
El 2007 la població en edat de treballar era de 2.025 persones, 1.588 eren actives i 437 eren inactives. De les 1.588 persones actives 1.501 estaven ocupades (799 homes i 702 dones) i 87 estaven aturades (35 homes i 52 dones). De les 437 persones inactives 188 estaven jubilades, 148 estaven estudiant i 101 estaven classificades com a «altres inactius».

### Ingressos
El 2009 a Feillens hi havia 1.276 unitats fiscals que integraven 3.228 persones, la mediana anual d'ingressos fiscals per persona era de 18.273 €.

### Activitats econòmiques
Dels 164 establiments que hi havia el 2007, 1 era d'una empresa extractiva, 8 d'empreses alimentàries, 2 d'empreses de fabricació de material elèctric, 12 d'empreses de fabricació d'altres productes industrials, 25 d'empreses de construcció, 46 d'empreses de comerç i reparació d'automòbils, 6 d'empreses de transport, 5 d'empreses d'hostatgeria i restauració, 1 d'una empresa d'informació i comunicació, 12 d'empreses financeres, 9 d'empreses immobiliàries, 12 d'empreses de serveis, 15 d'entitats de l'administració pública i 10 d'empreses classificades com a «altres activitats de serveis».
Dels 42 establiments de servei als particulars que hi havia el 2009, 1 era una oficina de correu, 2 oficines bancàries, 1 funerària, 6 tallers de reparació d'automòbils i de material agrícola, 1 taller d'inspecció tècnica de vehicles, 1 autoescola, 5 paletes, 7 guixaires pintors, 2 fusteries, 4 lampisteries, 2 electricistes, 5 perruqueries, 4 restaurants i 1 saló de bellesa.
Dels 7 establiments comercials que hi havia el 2009, 1 era un hipermercat, 2 fleques, 1 una peixateria, 2 botigues de roba i 1 una joieria.
L'any 2000 a Feillens hi havia 78 explotacions agrícoles que ocupaven un total de 405 hectàrees.

## Equipaments sanitaris i escolars
L'únic equipament sanitari que hi havia el 2009 era una farmàcia.
El 2009 hi havia 2 escoles elementals. Feillens disposava d'un col·legi d'educació secundària amb 373 alumnes.

## Poblacions més properes
El següent diagrama mostra les poblacions més properes.